# Cova da Beira
La Cova da Beira és una subregió estadística portuguesa, part de la Regió Centre i del Districte de Castelo Branco. Limita al nord amb Serra da Estrela i Beira Interior Norte, a l'est amb Beira Interior Sul, al sud amb Beira Interior Sul i Pinhal Interior Sul i a l'oest amb Pinhal Interior Norte. Àrea: 1373 km². Població (2001): 93.580.
Comprèn 3 concelhos:
- Belmonte
- Covilhã
- Fundão